# Saint-Avertin
Saint-Avertin é uma comuna francesa na região administrativa do Centro, no departamento Indre-et-Loire. Estende-se por uma área de 13,25 km². Em 2010 a comuna tinha 15 263 habitantes (densidade: 1 151,9 hab./km²).